# Sergio Cortés
Sérgio Cortes, (Antofagasta, Chile, 11 de janeiro de 1968) também conhecido por “El Checho” é um ex-profissional tenista.
É considerado um dos mais importantes tenistas do Chile, ganhando fama no início dos anos 90. Côrtes fez parte da equipe nacional de tênis chileno, sendo o número 1 nas tribunas e totalizando seis participações na Copa Davis.

## Carreira
Côrtes era um jogador júnior líder na América do Sul, ganhando os campeonatos continentais nos 14s, 16s e 18s faixas etárias.
Ele foi quarto-finalista no Aberto de Genebra de 1989.
Côrtes competiu em apenas um evento de Grand Slam, o US Open 1993, onde alcançou a terceira rodada. Ele derrotou o americano Derrick Rostagno e o holandês Jacco Eltingh, tanto em quatro sets e foi então eliminada em dois sets por Boris Becker.
Em 1993, ele teve uma das melhores vitórias da sua carreira bater quando ele bateu número um do mundo 31 Magnus Larsson no Campeonato Lipton na Flórida
Côrtes fez as quartas-de-final de um torneio ATP Bogotá, ao longo do caminho derrotando Andrei Chesnokov, em seguida, o número um do mundo 40.
Ele apareceu em seis laços para a equipe da Copa Davis Chile, com um recorde de 5-5 em singles e 2-0 em duplas.
Em 2010, em função da sua experiência no campeonato Copa Davis, Sérgio Côrtes foi cogitado para ser o capitão da equipe chilena de tênis em 2011, após o time ter sido eliminado com três derrotas, sendo a última partida contra República Tcheca, na época, sob o comando de Hans Gilmeister.
Em 2016, o tenista compareceu a uma partida entre Chile e Colômbia no Centro Recreacional Huayqique apresentando seu novo negócio chamado: uma hamburgueria chamada San Jorge.
O jogador, que não participa mais de competições desde 2000, dá aulas particulares de tênis e com frequência é convidado para atuar como comentarista em partidas de tênis e eventos do meio.

## Títulos

### Simples: (3)
| N.º | Ano  | Torneio           | Piso   | Adversário finalista | Placar        |
| --- | ---- | ----------------- | ------ | -------------------- | ------------- |
| 1.  | 1989 | São Paulo, Brasil | Saibro | Francisco Yunis      | 6–4, 6–3      |
| 2.  | 1992 | Liège, Bélgica    | Saibro | Bart Wuyts           | 6–7, 6–3, 6–4 |
| 3.  | 1992 | Genebra, Suíça    | Saibro | Filip Dewulf         | 6–7, 6–2, 6–4 |